# にっぽん縦断 こころ旅
『にっぽん縦断 こころ旅』（にっぽんじゅうだん こころたび）は、NHK BSプレミアム4KおよびNHK BSで放送されている、人々の思い出の場所を自転車で訪れつつ日本列島を縦断する紀行番組。

## 概要
著名人が「旅人」になり、"相棒"である「チャリオ」→「チャリ丸」（火野時代）という愛称の自転車のペダルを踏み、視聴者からの手紙に書かれた「こころの風景」を訪ね、各地の人々に出会いつつ、日本列島を縦断する番組。
初代はかつて「自転車少年」だった俳優の火野正平が担当したが、火野の休養及び逝去に伴う代役を置いたのち、2代目は女優の田中美佐子が担当。
当番組は、NHKの衛星放送チャンネル再編実施（2011年4月）と前後する形で放送を実質的に開始した。まず、再編実施約1カ月半前にあたる2011年2月14日 - 18日にパイロット版として「にっぽん縦断 こころ旅 長崎編」を旧：衛星ハイビジョン（BShi）にて先行放送、その後、再編実施間もない同年4月4日、この再編で旧：衛星第2テレビジョン（BS2）と旧：BShiが統合され誕生した新チャンネル「BSプレミアム」において本放送を開始。2023年12月1日のBS再編により新たに開局した「NHK BS」「BSプレミアム4K」で放送を引き継ぐとともに、2024年度よりBSプレミアム4Kで先行放送、NHK BSでは1週遅れでの放送となっている。
『列島縦断 鉄道12000キロの旅 〜最長片道切符でゆく42日〜』以来の関口知宏シリーズおよび『街道てくてく旅』のノウハウを結集した番組であり、映像は、自転車車載カメラ・同行スタッフ車載カメラ&ハンディカメラ・別動スタッフ固定カメラ等を使用し、旅人の表情、独り言や鼻歌、自由奔放な行動をとらえる。火野時代は下り坂での「人生、下り坂最高!!」という火野の言葉が予告や番宣スポット等にさかんに使われた。目的地までは基本的にサイクリングだが、自転車と一緒であれば輪行が許される番組ルールのため、鉄道・バス・船・ヒッチハイクの場面も多数ある。
一日の中でさまざまな時間帯に、内容がそれなりに異なるさまざまな版が放送されており、たとえば朝に「朝版」、夜に「とうちゃこ」→「ゴール!」が放送され、それに加えてさらに「蔵出しスペシャル」や「プレイバック」が放送される日もある。また、2022年度から2024年度までは、月曜夜に「クラシック」が放送されていた。2025年度からは金曜朝版を「おかわり」として放送する。
なお、NHKネットクラブ会員専用コンテンツとして提供されていたこともある。
視聴率については、「連続テレビ小説」（朝ドラ）のアンコール枠・先行放送枠から接続する「朝版」は高視聴率となっており、行く先々でこころ旅だと気付いた老若男女の視聴者から歓声を浴びることも少なくない。朝ドラと合わせてこの時間帯の地上波民放番組（主に朝の情報番組）の「視聴率を食っている」との主張もある。

## 出演者

### 旅人
初代
- 火野正平 （2011長崎の旅 - 2024春の旅）[7][注 4]

2代目
- 田中美佐子（2025春の旅 - 。2024秋の旅にも火野正平の代役で出演[注 5]）[8]

### 朗読
- 駒村多恵 - 「月曜朝版」→「おかわり」で、その週の旅で紹介しきれなかった「こころの風景」の映像に合わせ、視聴者からの手紙を朗読する[注 6]。

## 番組の進行のしかた
当番組は毎年「春〜初夏」と「秋〜初冬」の時期に放送されてきているが、例年、前者の時期に北上し、後者の時期に南下する旅程が各々組まれてきていることが多い。
毎回の進行の概略
まず、テーマとなる地域の主要鉄道駅や公園などで、視聴者が番組宛てに出した、思い出の場所に関する手紙を読む。次に地図のシートを広げ、道路と手紙に書かれた地名を探す。
目的地へは基本的には自転車で、旅人とスタッフ（原則としてカメラ、音声、監督、メカニックの順で4人）が一列で走る。交通の不便な地域に行く場合や長距離の移動の場合は、旅人は鉄道や路線バスで輪行し、目的地から概ね20キロほど手前の駅やバス停から自転車でスタートする。手紙に書かれた目的地と思われる場所に到着したら、自転車を降りて座り、再び手紙を読み、風景を眺め、画面にその風景がしばらく流れる。目的地もしくは宿泊先への移動中の合間の寄り道として各地の観光地を訪問することもある。
備考・トリビア
あまりにも激しい坂道が続く場合は、走行中の一般車両（軽トラックやワゴン車等）を引き止めたり、住民にお願いして、助手席に旅人が乗車、荷台に「チャリオ」→「チャリ丸」（火野時代）・相棒の自転車（田中時代）を載せ、超小型ハンディーカメラ（火野時代は「正平カメラ」）で撮影しつつ坂の頂点あたりまで連れて行ってもらうこともある。
滞在先で大雨・台風・地震などに遭遇した場合は収録の一時中断・ルートの変更・現地でのロケを中止する場合がある。自転車の使用をやめ徒歩でロケをしたこともある。
火野は高所恐怖症のため、自転車で橋（特に高さのある橋）を渡ることを嫌い、「チャリオを置いて逃げ出したい」などとぼやき、場合によっては自転車で渡ることは拒否し輪行に変更しようとする（しまなみ海道サイクリングロードを渡ることは2度にわたって拒否し、結局船で移動した）。
道中、昼の時間帯などになれば、昼食をとるために道すがらアドリブで飲食店（食堂や喫茶店）を選定して入店し、そこで撮影された旅人とスタッフ一同の食事風景も放映される。適当なタイミングで甘味（スイーツ）類に出逢えばそれを味わうこともある。火野時代は地元名物などでない普通の食堂に入った場合はオムライスを注文する。また喫茶店では火野は濃いコーヒーを要望する。
目的地へ到着した際、火野時代は「到着」ではなく「とうちゃこ」と言う。田中時代は「ゴール!」である。
火野時代の初期には、番組内で過去の女ぐせの悪さをたびたびネタにされた。火野自身、若い女性に必要以上に話しかけており、『BSコンシェルジュ』で総集編が放送された際は、VTRのほとんどが若い女性にちょっかいを出す場面だった。逆に移動中に年配の女性に話しかけられても興味のなさそうな態度をとっていた。晩年はそのような態度は見られなくなった。
出会った地元の人が名前を思い出せないときは、火野は本当の名前は教えず役所広司と名乗ることが多い。
火野時代の自転車には青い森鉄道のキャラクター「モーリー」のマスコットをつけており、青森県の旅で青森駅や野辺地駅を通った際に新しい物と交換する。

## 放送履歴
旅人とスタッフの体力回復のため、いずれの期間も途中に収録を休む週がある。その際は朝版は放送休止、完全版は過去に訪ねた都道府県の総集編であり、2011年度（「（都道府県名）スペシャル」→「お休みスペシャル」）と2014年度以降は（「蔵出しスペシャル」）を放送する。完全版はレギュラー放送期間外に集中的に再放送される。

### 2011年
パイロット版：2011年2月15日 - 18日 長崎
春編：2011年4月4日 - 6月17日 京都 - 福井 - 石川 - 富山 - 新潟 - 山形 - 秋田 - 青森 - 北海道
秋編：2011年9月26日 - 12月16日 兵庫 - 鳥取 - 島根 - 山口 - 福岡 - 佐賀 - 長崎 - 熊本 - 鹿児島
- パイロット版（BShi）：月 - 金 7時45分 - 7時55分、火 - 金 18時 - 18時30分
- 朝版（BSプレミアム）：月 - 金 7時45分 - 7時55分、再放送 11時30分 - 11時40分
- 完全版（BSプレミアム）：火 - 金 19時 - 19時29分

パイロット版の朝版は月 - 木が翌日の完全版のダイジェスト、金が名場面や未公開VTRの番外編であった。パイロット版の完全版は3月28日 - 31日にBS2でも放送された。
月曜朝版は、その週のハイライトと、視聴者から寄せられた「こころの風景」（火野が訪れない場所）を紹介。火 - 金曜の朝版は、1日の旅を（約9分15秒に濃縮して）先行放送。なお初年度のみ、45秒のオープニングアニメムービー（最後に、番組タイトル「にっぽん縦断こころ旅　朝版」の表示）があった。なお、朝版は現在より短い10分間の放送だった。
19時からの（現在でいうところの通称：夜版である）完全版も、朝版と同様に45秒のオープニングアニメムービー（最後に、番組タイトル「にっぽん縦断こころ旅」の表示）があった。
なお、5日目朝版（の番組最後に出る番宣テロップ）にて、初めて「29分版」と呼ばれることとなった。
新潟放送局では、新潟県中越地震から10年にあたる2014年10月23日に、旧山古志村を訪ねた回を再放送した。

### 2012年
春編：2012年4月2日 - 7月29日 千葉 - 埼玉 - 群馬 - 栃木 - 茨城 - 福島 - 宮城 - 岩手 - 青森 - 北海道
秋編：2012年9月24日 - 2013年2月3日 和歌山 - 徳島 - 高知 - 愛媛 - 香川 - 岡山 - 広島 - 山口 - 大分 - 宮崎 - 鹿児島 - 沖縄
- 朝版（BSプレミアム）：月 - 金 7時45分 - 8時、再放送 11時30分 - 11時45分、18時30分 - 18時45分（金のみ 17時45分 - 18時。2012年10月から月 - 金 19時15分 - 19時30分）
- 週末版（BSプレミアム）：土・日 11時 - 11時59分（2013年1月から、日のみ11時30分 - 12時29分）
- 週末版（NHKワールド・プレミアム）：月・火 15時15分 - 16時14分（ロンドンオリンピック期間中は15時5分 - 16時4分に変更）

この年から朝版の放送時間が5分拡大された。また、週末版は、その週の4日間の旅を2日ずつに分け、それぞれ59分版で放送。なお、春編のみNHK東日本大震災プロジェクトの一環として放送した。

#### 各放送局の対応（2012年の場合）
- 7月第1週は青森県を回った関係で、青森放送局では、BSプレミアムで朝放送分を12時20分から12時35分まで『ひるブラ』と『被災者の声』及び『BSコンシェルジュ』を差し替えて「再放送」扱いで放送した。さらに、2013年6月7日20時から20時29分まで「青森総集編」として前年放送分が放送された。
- 7月第2週は北海道を回った関係で、札幌放送局では、BSプレミアムで週末版放送分を7月14日に125日目と126日目、15日に127日目と128日目をそれぞれ総合テレビの北海道ローカルで大相撲名古屋場所の一部時間帯を差し替えて放送した。
- 高松放送局では、12月17日から22日まで、10月第5週の香川県を取り上げた朝放送分と週末放送分のすべてを放送した。
- 広島放送局では、2013年1月5日から6日まで、広島県を取り上げた週末放送分のすべてを放送した。
- 鹿児島放送局では、2013年1月7日から11日まで、「2011秋の旅」で鹿児島県を取り上げた完全版のすべてを放送した。また、3月31日に「2012秋の旅」の鹿児島県の総集編を放送した。
- 山口放送局では2013年3月21日に山口県の総集編を放送した。
- 四国の4放送局では、2013年4月6日にそれぞれの県の総集編を同時刻に放送した。
- 盛岡放送局では2013年6月7日（翌日再放送）に宮城県後半と岩手県の総集編を放送した。
- 和歌山放送局では2013年6月27日に和歌山県の総集編を放送した。
- 沖縄放送局では2013年8月12日から8月23日まで総合テレビで朝版のすべてを、8月17日から8月25日までEテレで完全版のすべてを再放送した。

### 2013年
春編：2013年4月1日 - 7月28日 鹿児島 - 熊本 - 福岡 - 兵庫 - 大阪 - 京都 - 奈良 - 三重 - 滋賀 - 岐阜 - 長野 - 山梨
秋編：2013年9月23日 - 2014年2月2日 北海道 - 青森 - 秋田 - 岩手 - 宮城 - 山形 - 福島 - 茨城 - 千葉 - 東京 - 神奈川 - 静岡 - 愛知
- 朝版（BSプレミアム）：月 - 金 7時45分 - 8時、再放送 11時30分 - 11時45分、19時15分 - 19時30分
- 週末版（BSプレミアム）：土 11時 - 11時59分、日 11時30分 - 12時29分

この年も、秋の旅は2年連続越年となったが、以後2024年まで10年間途絶えることとなる。
奈良放送局では2013年6月16日に、奈良県を取り上げた週末放送分のすべてを放送した。長野放送局では8月12日から8月23日まで長野県の朝版、8月30日と8月31日に長野県の完全版のすべてを再放送した。

### 2014年
春編：2014年3月31日 - 7月25日 愛知 - 岐阜 - 滋賀 - 京都 - 福井 - 石川 - 富山 - 新潟 - 山形 - 秋田 - 青森 - 北海道
秋編：2014年9月22日 - 12月19日 大阪 - 兵庫 - 鳥取 - 島根 - 山口 - 福岡 - 佐賀 - 長崎 - 熊本 - 鹿児島 - 沖縄
- 朝版（BSプレミアム）：月 - 金 7時45分 - 7時59分、再放送 11時30分 - 11時44分
- 完全版（通称「とうちゃこ版」。BSプレミアム）：火 - 金 19時 - 19時29分、再放送 土・日 11時 - 11時58分（土曜日に火・水曜日の、日曜日に木・金曜日の再放送）

この年、秋の旅は初年度（2011年）以来3年ぶりに年内でゴールする形となった（以降、2023年まで10年続くこととなる）。
鳥取放送局では2016年10月15日に鳥取県の4日目（372日目）を再放送した。

### 2015年
春編：2015年3月30日 - 7月24日 和歌山 - 三重 - 愛知 - 静岡 - 神奈川 - 東京 - 埼玉 - 群馬 - 栃木 - 福島 - 宮城 - 岩手 - 青森 - 北海道
秋編：2015年9月21日 - 12月18日 徳島 - 香川 - 岡山 - 広島 - 山口 - 福岡 - 大分 - 宮崎 - 鹿児島 - 沖縄
- 朝版（BSプレミアム）：月 - 金 7時45分 - 7時59分、再放送 11時30分 - 11時44分
- とうちゃこ版（BSプレミアム）：火 - 金 19時 - 19時29分、再放送：土・日 11時 - 11時58分

春編と秋編の間の毎週日曜日に、ディレクター10人が過去の担当回を45分に編集する「ディレクターズカット版」が放送された。
「2015秋の旅」をもって通算500日の自転車踏破を達成したことを受けて、2016年1月2日 17時30分 - 19時30分に「500日走破記念!火野正平・とうちゃこ祭り」が放送された。火野がこれまでの自転車旅で口ずさんだ名曲や番組の挿入歌を、ゲストの池田綾子、平井真美子、谷康一を交えて改めて歌ったほか、これまでの旅の思い出を視聴者からのメッセージを交えて振り返った。2016年3月27日 18時45分 - 19時29分に「濃縮版」として再放送。
大分放送局では2017年8月7、8、10、14日に、大分県のとうちゃこ版のすべてを放送した。

### 2016年
春編：2016年3月28日 - 7月22日 東京 - 神奈川 - 山梨 - 長野 - 新潟 - 福島 - 山形 - 宮城 - 岩手 - 秋田 - 青森 - 北海道
秋編：2016年9月26日 - 12月23日 奈良 - 大阪 - 兵庫 - 鳥取 - 島根 - 山口 - 福岡 - 熊本 - 鹿児島 - 沖縄
- 朝版（BSプレミアム）：月 - 金 7時45分 - 7時59分、再放送 11時30分 - 11時44分
- とうちゃこ版（BSプレミアム）：火 - 金 19時 - 19時29分、再放送：土・日 11時 - 11時58分

この年から、放送開始の前週と朝版が休止される週に、視聴者からリクエストされた、前年度までの放送からテーマに沿った映像を集めた15分番組『にっぽん縦断こころ旅 リクエストアワー』をBSプレミアムと総合テレビで放送するようになった。BSプレミアムでの放送日時は朝版の時間とは関係なく不定期で、1週間にわたって複数回放送される（月曜日の7時45分のみ固定）。総合テレビでは深夜に1回放送される。出演は駒村多恵。
春編と秋編の間および秋編と春編の間に、前年度同様の「ディレクターズカット版」が放送された。
鳥取放送局では2018年4月24、27、5月1、4日に、鳥取県のとうちゃこ版のすべてを放送した。

#### 鳥取県中部地震による対応
2016年10月21日の「とうちゃこ版（576日目／鳥取県日南町）」は同日14時過ぎに鳥取県を震源とする最大震度6弱の地震（鳥取県中部地震）が発生したことを受けて急遽放送休止となり、『蔵出しスペシャル（2013秋の旅 東京都）』の再放送に差し替えた。また、10月22日・23日の「とうちゃこ版」再放送枠も全て、翌週放送予定の『蔵出しスペシャル（2013秋の旅）』の再放送を繰り上げ放送した。
なお、10月28日には「朝版」の枠で『リクエストアワー〜食欲の秋!私も食べたい あの味〜』を放送予定だったが21日の朝版「鳥取県の旅（4日目）」を再放送し、「とうちゃこ版（576日目／鳥取県日南町）」もこの日に放送された。また、前週予定の「とうちゃこ版」再放送もすべて29日・30日に放送された。

### 2017年
春編：2017年3月27日 - 7月21日 高知 - 愛媛 - 広島 - 岡山 - 兵庫 - 京都 - 福井 - 石川 - 富山 - 新潟 - 山形 - 秋田 - 青森 - 北海道
秋編：2017年9月25日 - 12月22日 長野 - 愛知 - 三重 - 和歌山 - 徳島 - 香川 - 愛媛 - 高知 - 大分 - 宮崎 - 鹿児島
- 朝版（BSプレミアム）：月 - 金 7時45分 - 7時59分、再放送 11時45分 - 11時59分
- とうちゃこ版（BSプレミアム）：火 - 金 19時 - 19時29分、再放送：土・日 11時 - 11時58分

春編と秋編の間および秋編と春編の間に、「ディレクターズカット版」が放送された。
高松放送局では2018年1月8日に、香川県を取り上げたとうちゃこ版のすべてを放送した。

### 2018年
春編：2018年3月26日 - 7月20日 沖縄 - 鹿児島 - 熊本 - 長崎 - 佐賀 - 福岡 - 山口 - 島根 - 鳥取 - 兵庫 - 京都 - 滋賀 - 岐阜
秋編：2018年9月24日 - 12月21日 北海道 - 青森 - 岩手 - 宮城 - 福島 - 栃木 - 茨城 - 千葉 - 神奈川 - 静岡
- 朝版（BSプレミアム）：月 - 金 7時45分 - 7時59分、再放送 11時45分 - 11時59分
- とうちゃこ版（BSプレミアム）：火 - 金 19時 - 19時29分、再放送 土・日 11時 - 11時58分

春編と秋編の間および秋編と春編の間に、「ディレクターズカット版」が放送された。

#### 北海道胆振東部地震による対応
秋編1週目の「北海道の旅」収録中の2018年9月6日未明に北海道胆振東部地震が発生、その際に火野がロケのため北海道に滞在していたことが明らかになった。火野は既にえりも町〜音更町〜厚岸町を回っていたが、9月28日放送の「朝版」にて「この日の未明 北海道地震が起きました」のテロップが流れる中、あっけし望洋台にて火野自らロケの中止を明らかにした。火野は当時の状況をこう語った。
| 「 | 被害がいっぱい出て、いま全道停電だそうです。朝もテレビつけたけど、何も見えなかった。目的地へ行くにしても、ご飯食べるにしても、ほぼ休んでる。ガソリンもやばいと思って入れようとしたら、10リッターとか20リッターしか（入れられない）。そんなような状態に北海道はなっているんで。とにかく、ごめんね。走ろうと思ったんだけど、走らない方がいいってことで…。 | 」 |

なお同日の放送では中止したロケの映像に加え、「2013秋の旅」での北海道のVTRを流した。次の10月2日放送分からはロケを再開できたため、1日分のみ放送回数が減った。

### 2019年
春編：2019年4月1日 - 7月19日 奈良 - 三重 - 愛知 - 静岡 - 長野 - 山梨 - 埼玉 - 群馬 - 新潟 - 山形 - 秋田 - 北海道
秋編：2019年9月23日 - 12月27日 富山 - 石川 - 福井 - 京都 - 兵庫 - 岡山 - 広島 - 山口 - 大分 - 宮崎 - 鹿児島 - 沖縄
- 朝版（BSプレミアム）：月 - 金 7時45分 - 7時59分、再放送 11時45分 - 11時59分
- とうちゃこ版（BSプレミアム）：火 - 金 19時 - 19時29分、再放送 土・日 11時 - 11時58分

春編と秋編の間および秋編と春編の間に、「ディレクターズカット版」が放送された。
この年より制作がハイビジョンから4Kへ移行。なお、BS4Kでは後述の通り翌年から放送が開始されたが、諸事情（こちらを参照）でこの年の春編が急遽初放送されることとなる。

#### 山形県沖地震による編成対応
2019年6月17日 - 21日の週に放送予定だった「山形県の旅」は17・18日は「朝版」「とうちゃこ版」ともに予定通り放送されたものの、18日夜に発生した山形県沖を震源とするM6.8の地震（山形県沖地震）の影響を鑑みて、翌19日 - 21日の3日間は朝版は本放送・再放送ともに休止、また、とうちゃこ版の放送枠は翌週放送予定だった『蔵出しスペシャル（2016春の旅）』を1週前倒しで放送。なお「山形県の旅」は、翌6月24日 - 28日週に全編補完放送された。

### 2020年
春編：2020年3月30日 - 4月17日・7月13日 - 31日 三重 - 愛知 - 静岡 -（放送中断） -  神奈川 - 千葉 - 茨城
秋編：2020年9月21日 - 12月25日 北海道 - 青森 - 岩手 - 宮城 - 福島 - 徳島 - 香川 - 愛媛 - 高知
- 朝版（BSプレミアム・BS4K）：月 - 金 7時45分 - 7時59分、再放送 11時45分 - 11時59分
- とうちゃこ版（BSプレミアム・BS4K）：火 - 金 19時 - 19時29分、再放送 土・日 11時 - 11時58分

番組開始10年目を迎え、本年度から新たにBS4Kでも同時放送を開始した（4月20日 - 7月10日の期間は後述の通り『こころ旅 プレイバック』を放送、BSプレミアムとBS4Kで放送内容が異なる）。なお、後述の理由により旅のスケジュールおよび放送日程にもさまざまな影響が生じた。当初は春編のみNHK東日本大震災プロジェクトの一環として放送する予定だったが、茨城県で打ち切りしたため、秋編に変更した。
新潟局では、5月15日、22日に2019年の新潟県のとうちゃこ版（837日目、838日目）を放送した。また、秋田局では、5月29日、6月12日、6月19日、7月3日に、2017年の秋田県のとうちゃこ版のすべてを放送した。
また、8月も特別編成を実施、BSプレミアムでは8月4日 - 8月28日に、毎シーズン放送休止週に放送している「蔵出しスペシャル」を1カ月間にわたり放送した。BS4Kでは『こころ旅 プレイバック』の続きを放送した後、春の旅の前半（三重〜静岡編）を8月10日 - 8月28日の3週にわたりアンコール放送した。
秋編の最終日となった12月25日の高知県編のとうちゃこ版にて、火野がこれまでの旅の10年間を振り返り、スタッフや視聴者への感謝を口にした。同日番組のエンドカードに「10年間 ご視聴ありがとうございました」と記載され終了、その後に翌2021年の放送決定が告知された。
なお、BSプレミアムでは翌2021年1月29日 - 3月19日の期間、月 - 金曜 6時 - 6時58分の「プレミアムセレクション」枠にて、この年のとうちゃこ版（全72回）がアンコール放送されている。

### 2021年
春編：2021年4月12日 - 7月16日 長崎 - 佐賀 - 福岡 - 福井 - 石川 - 富山 - 新潟 - 山形 - 秋田 - 北海道
秋編：2021年9月13日 - 12月24日 長野 - 岐阜 - 鳥取 - 島根 - 山口 - 大分 - 熊本 - 宮崎 - 鹿児島 - 沖縄
- 朝版（BSプレミアム・BS4K）：月 - 金 7時45分 - 7時59分、再放送 11時45分 - 11時59分
- とうちゃこ版（BSプレミアム・BS4K）：火 - 金 19時 - 19時29分、再放送 土・日 11時 - 11時58分

東日本大震災から10年を迎え、また番組開始（BSプレミアム放送開始）10周年となるこの年は、初心に帰る形として、パイロット版で旅をした長崎県から旅をスタートした。しかしながら、前年同様新型コロナウイルスの影響により旅のスケジュールおよび放送日程にも影響が生じた。
新潟局では、5月14日、21日の『金よう夜きらっと新潟』（新潟県域）にて2017年・2019年の新潟県のとうちゃこ版（642日目、836日目）を放送したほか、10月1日の同番組で春編のとうちゃこ版（1002日目、長岡市悠久山野球場）を短縮版で放送した。
6月8日放送の「新潟県の旅・1日目」をもって1000日目に到達した。
春編と秋編の前に『にっぽん縦断 こころ旅 ディレクターズ・カット-お手紙のチカラ-』がそれぞれ5本ずつ放送された。
春編の前の3週にわたり、「1000日走破特別企画」として、『2011秋の旅・お休みスペシャル』（本州）『2011秋の旅・おつかれさまスペシャル』（九州）という、2011年秋編の各県の総集編が放送された。

#### エピソード（2021年）
11月25日放送（1046日目・熊本県の旅・3日目／山鹿市）にて、春編での募集時に89歳（当時）の男性が執筆した手紙を紹介した。その男性は死去したが、後に男性の家族がパソコンに残っていたデータを発見、本人の代理で手紙を番組宛に送り、放送内で紹介された。同日のとうちゃこ版では、火野が康平寺に立ち寄ってその手紙を読み、哀悼の意を表した。

### 2022年
春編：2022年3月28日 - 7月22日 和歌山 - 奈良 - 京都 - 滋賀 - 山梨 - 群馬 - 栃木 - 福島 - 宮城 - 岩手 - 青森 - 北海道
秋編：2022年10月3日 - 12月23日 愛媛 - 高知 - 徳島 - 香川 - 岡山 - 広島 - 福岡 - 佐賀 - 熊本 - 鹿児島
- 朝版（BSプレミアム・BS4K）：月 - 金 7時45分 - 7時59分、再放送 11時45分 - 11時59分
- クラシック（BSプレミアム・BS4K）：月 19時 - 19時29分
- とうちゃこ版（BSプレミアム・BS4K）：火 - 金 19時 - 19時29分、再放送 土・日 11時 - 11時58分

これまで放送のなかった月曜日のとうちゃこ版の時間帯で『にっぽん縦断 こころ旅 クラシック』を新たに放送開始、前年度までのとうちゃこ版から選んだ回を再放送。なお『〜クラシック』は休止週（『リクエストアワー』及び「蔵出しスペシャル」を放送）も月曜日に放送される。
春編開始前の2月6日 - 3月6日の5週にわたり『にっぽん縦断 こころ旅 ディレクターズ・カット-お手紙のチカラ-』が5本連続で放送された。

#### エピソード・補足（2022年）

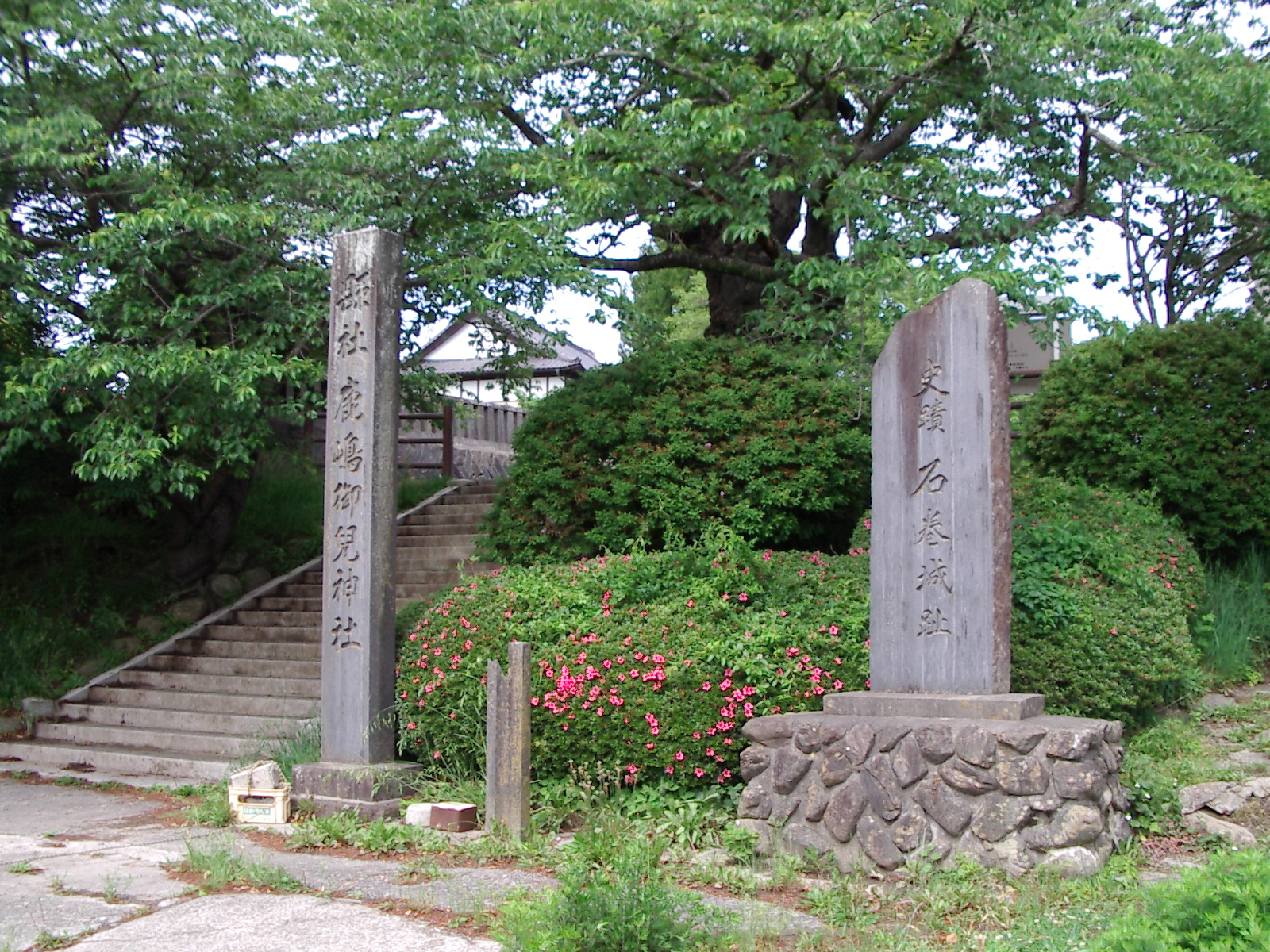
1099日目（2022年6月17日放送）で火野が手紙を読んだ日和山公園（宮城県石巻市）

- 6月17日放送（1099日目・宮城県の旅 4日目／石巻市）にて、同市在住の女性からの手紙を紹介、その女性は2012年の春編（110日目、2012年6月9日放送）で火野が石巻を訪れた際、日和山にて出会った当時石巻市立女子高等学校（現：石巻市立桜坂高等学校）[注 16]在学の女子生徒5人のうちの一人であった（この日の放送では当時のVTRとともに、火野と6人で撮影した集合写真も紹介された）。この際に、110日目で紹介した投稿者（同女子高卒業生、放送当時：50代）からの手紙も再読した[14]。なお、6月27日放送の「クラシック」にて、その110日目の旅をアンコール放送した。
- 6月26日の「とうちゃこ版（1102日目・1103日目／岩手県の旅 3 - 4日目）再放送」は、直前まで放送の『連続テレビ小説アンコール 芋たこなんきん』（大阪局（BK）制作、2006年度後期）[注 17]がこの週は7話放送（第13・14週）のため、15分繰り下げての放送（11時15分 - 11時44分・11時44分 - 12時13分）となった。
- 秋の旅において、北朝鮮のミサイル発射によるJアラート発出の影響により、放送中断や、放送日程・時間の変更も発生した。10月4・5日（1116 - 1117日目・愛媛県の旅 2 - 3日目）と11月3・4日（1130 - 1131日目・香川県の旅 3 - 4日目）の各朝版がこれに該当（このうち1130日目は放送途中でJアラート画面に切り替わり途中終了、昼枠で全編補完放送された）。1116日目と1130日目はそれぞれ当日昼の再放送枠を本放送とし、1116 - 1117日目は10月5日 8時 - 8時28分[注 18]、1130 - 1131日目は11月4日 7時45分 - 8時13分の枠でそれぞれ連続放送（前半は前日再放送、後半は当日放送分）した。
- 佐賀放送局では、2024年12月6日の『さがスペシャル』（19時30分 - 19時57分）にて「秋の旅・1144日目（佐賀県の旅 1日目／唐津市）」をアンコール放送した[15][注 19]。

### 2023年
春編：2023年4月3日 - 7月28日 沖縄 - 宮崎 - 大分 - 兵庫 - 大阪 - 京都 - 福井 - 石川 - 富山 - 新潟 - 山形
秋編：2023年9月19日 - 12月1日 北海道 - 青森 - 秋田 - 鳥取 - 島根 - 山口 - 福岡
- 朝版（BSプレミアム・BS4K）：月 - 金 7時45分 - 7時59分、再放送 11時45分 - 11時59分
- クラシック（BSプレミアム・BS4K）：月 19時 - 19時29分
- とうちゃこ版（BSプレミアム・BS4K）：火 - 金 19時 - 19時29分、再放送 土・日 7時30分 - 8時28分

本年度より「とうちゃこ版」の再放送枠が前年度より3時間30分繰り上げられた（これにより「今週の連続テレビ小説」より先に放送される形となった）。
また、NHKのBS再編に伴い、当時のBSプレミアム・BS4Kにおける最終放送年度となった。そのため、秋の旅は前年までと異なりルートが7道県に短縮され、同時に新BS（現在のNHK BS・BSプレミアム4K）の開局（12月1日）に間に合わせる形で終了し、最終日（福岡県4日目）より現在のBS2波での放送へ移行した。

#### エピソード（2023年）
11月28日放送（1232日目・福岡県の旅・1日目／福岡市東区志賀島）にて、「2022秋の旅」の募集時に52歳（当時）の男性が寄稿した手紙を紹介した。その男性は癌の闘病の末死去したが、後に男性の妻が本人の代理で手紙を番組宛に再送、採用された。出発地点の西戸崎では男性の手紙のみが読まれ、とうちゃこ版では火野が目的地の志賀島神社に立ち寄って、男性の手紙と、男性が亡くなった旨を説明する妻の手紙を読み、哀悼の意を表した。

### 2024年
春編：2024年4月（BSプレミアム4K：4月8日 - 12日／BS：4月15日 - 19日） 鹿児島 - 熊本 - 長崎 - 佐賀 - 三重 - 愛知 - 岐阜 - 静岡 - 山梨 - 長野
秋編：2024年10月 - 2025年1月（BSプレミアム4K：10月7日 - 2025年1月17日／BS：10月14日 - 2025年1月24日）長野 - 山梨 - 静岡 - 岐阜 - 愛知 - 三重 - 福岡 - 佐賀 - 長崎 - 熊本
主な変更点として、春編より火野が乗用する自転車として、長年使用してきた「チャリオ」に代わり、電動アシスト付きタイプの「チャリ丸」が登場した。スタッフの自転車も電動アシストに変わったが、自転車メカニック担当だけが従来の自転車に乗っている。これに伴い、バスなどでの移動の際に輪行することがなくなった。
この年は後述する通り、火野が旅人を務めた最後のシーズンとなった。

#### 放送時間（2024年度）
|                                                                | BSプレミアム4K                                      | BS                                                     | 休止週の対応                 | 備考      |
| -------------------------------------------------------------- | --------------------------------------------------- | ------------------------------------------------------ | ---------------------------- | --------- |
| 朝版                                                           | 月 - 金 7:45 - 7:59 （再放送 11:45 - 11:59）        | 月 - 金 7:45 - 7:59 （BSP4Kより1週遅れ。再放送なし）   | 別番組に差し替え。           | [ 注 21 ] |
| クラシック                                                     | 月 19:00 - 19:29                                    | 月 17:00 - 17:29（BSP4Kより1週遅れ）                   | 通常通り放送。               | [ 注 22 ] |
| とうちゃこ                                                     | 火 - 金 19:00 - 19:29 （再放送 土・日 7:30 - 8:28） | 火 - 金 17:00 - 17:29 （BSP4Kより1週遅れ。再放送なし） | 「蔵出しスペシャル」を放送。 |           |
| ※本年度よりBSプレミアム4Kが先行放送となり、BSは1週遅れで放送。 |                                                     |                                                        |                              |           |

公式サイトで2023年12月31日まで視聴者に募集をしていた「ナンバー1推し旅!」を、特別番組『リクエストスペシャル』として、春の旅に先立ちBSP4Kでは4月1日 - 5日の7時45分 - 7時59分と19時 - 19時30分に、BSでは4月8日 - 12日の7時45分 - 7時59分と17時 - 17時30分に放送した。「絶景」「出会い」「奇跡」「激走」「感動」の5つのテーマで、朝版で2位以下を発表。1位に選ばれた旅は、「火野正平のメッセージ付きスペシャル版」としてまるごと放送した。
編成変更などの対応
- 2024年10月14日はBSのみ休止（これはプロ野球セ・リーグクライマックスシリーズ 1stステージ「阪神対DeNA」（阪神甲子園球場）第3戦の中継（14時 - 、予定）があった場合の対応によるものであった[注 23]）。BSではこの休止の影響で、月曜日の「クラシック」がBSプレミアム4Kより2週遅れでの放送となった。
  - この影響によりBS未放送だった「2017秋の旅・三重県志摩市 - 672日目」（BSP4K放送日：2025年1月13日）は、2025年3月8日 12時30分 - 12時59分の枠で放送された[注 24]。
- 2024年11月4日のBSでの放送（クラシック「2017春の旅・愛媛県東温市 - 611日目」）は、プロバスケットボール・Bリーグ「佐賀バルーナーズ対川崎ブレイブサンダース」戦（SAGAアリーナ）の中継（15時 - ）が延長したが、同中継を102chで継続し、本番組は101chで定刻より放送した[注 25]。
- 2024年11月の愛知県編（1257 - 1260日目、旅人：山口智充）は後述する火野の死去により、BSプレミアム4Kでは2日目朝版まで放送した後、火野の訃報による内容変更のため、残りの回（とうちゃこ版：3回、朝版：2回、計5回）が放送されないまま打ち切りとなった（こちらも参照）。
- 2025年2月6日のBSでの放送（セレクション「2012春の旅・福島県福島市 - 106日目」）は、ミラノ・コルティナ2026女子アイスホッケー五輪最終予選「日本対フランス」戦（北海道・nepiaアイスアリーナ）の中継（15時30分 - 17時30分）のため、17時30分 - 17時59分に繰り下げて放送された[注 26]。
- 2025年3月20日・21日の両日、BSでの放送（セレクション「2020秋の旅」の「北海道上士幌町上音更 - 931日目」・「岩手県陸前高田市 - 942日目」）は、第100回競泳日本選手権（3月20日 - 23日、東京アクアティクスセンター）の中継（20日：第1日、16時30分 - 18時、21日：第2日、17時 - 18時）[注 27]のため、1時間繰り下げて18時 - 18時29分の枠で放送された[注 28]。

#### 火野の休養に伴う対応
春の旅も順調に始動したかのように思えたが、熊本の旅の収録途中に火野の持病の腰痛が悪化したことにより、やむなく撮影を中断。これを受けて、BSプレミアム4Kでは4月15日から、BSでは同月22日から過去の再放送を流す対応をとった。その後、「2024春の旅」の収録は正式に中止とし、春の旅を1週目の鹿児島の旅（310週目、1236 - 1239日目）をもって事実上打ち切りとした。これにより、放送予定だった残りの全期間を「2023秋の旅」の再放送に充てた（クラシック、蔵出しスペシャルは予定通り放送した）。
秋の旅では、火野が春の旅で訪問する予定だった残りの県に、福岡県を追加したものが放送される予定になっていたが、9月17日、腰痛治療中の火野の骨折と、さらなる加療が必要であることが発表され、予定されていたこのコースを踏破する様子を、各界からゲストランナー（キャスト）を迎えて放送することになった。なお、ゲストも電動アシスト自転車を使っている。

#### 秋の旅のゲスト（2024年）
「2024秋の旅」で火野に代わりゲスト旅人（ピンチランナー）を務めたゲストは以下の通り。
| 週 | 通算週 | 通算日数    | 訪問県 | 旅人         | BSP4K放送日          | BS放送日        | 備考                 |
| -- | ------ | ----------- | ------ | ------------ | -------------------- | --------------- | -------------------- |
| 1  | 312    | 1241 - 1244 | 長野県 | 柄本明       | 2024年10月7日 - 11日 | 10月14日 - 18日 | [ 22 ]               |
| 2  | 313    | 1245 - 1248 | 山梨県 | 田中要次     | 10月14日 - 18日      | 10月21日 - 25日 | [ 23 ]               |
| 3  | 314    | 1249 - 1252 | 静岡県 | 田中美佐子   | 10月28日 - 11月1日   | 11月4日 - 8日   | [ 24 ]               |
| 4  | 315    | 1253 - 1256 | 岐阜県 | 照英         | 11月4日 - 8日        | 11月11日 - 15日 | [ 25 ]               |
| 5  | 316    | 1257 - 1260 | 愛知県 | 山口智充     | 11月18日 - 20日      | 11月25日 - 29日 | [ 26 ] [ 注 30 ]     |
| 6  | 317    | 1261 - 1264 | 三重県 | 田中美佐子   | 11月25日 - 29日      | 12月2日 - 6日   | [ 27 ] [ 注 31 ]     |
| 7  | 318    | 1265 - 1268 | 福岡県 | 渡辺謙       | 12月9日 - 13日       | 12月16日 ‐ 20日 | [ 28 ] [ 29 ] [ 30 ] |
| 8  | 319    | 1269 - 1272 | 佐賀県 | 松村雄基     | 12月16日 - 20日      | 12月23日 - 27日 | [ 31 ]               |
| 9  | 320    | 1273 - 1276 | 長崎県 | イッセー尾形 | 2025年1月6日 - 10日  | 1月13日 - 17日  | [ 32 ]               |
| 10 | 321    | 1277 - 1280 | 熊本県 | 坂上忍       | 1月13日 - 17日       | 1月20日 - 24日  | [ 33 ]               |

なお、田中美佐子は女性として唯一、また期間を通して旅人を2回務めた唯一の例である。

#### 火野の死去とそれに伴う動き
腰痛治療中も復帰を目指していた火野だったが、その願いは叶わず、秋の旅期間中の2024年11月14日に死去（75歳没）。これにより、この年の春の旅が火野にとって生涯最後の旅となった。
火野の訃報が発表された同年11月20日以降の動きは次の通り。
特集編成
- 火野の生前、鹿児島県の旅（310週目・1236 - 1239日目、「チャリ丸」初登場の週）は放送されていたが、お蔵入りになっていた熊本県の旅（311週目）も初日（1240日目・熊本県芦北町）のみ収録されており、火野の追悼番組として2024年11月24日 12時 - 12時50分にNHK BSにて放送された[36][37]。
- 訃報が伝えられた当日以降の放送内容が一部変更され、BSプレミアム4Kではこの週予定の愛知県の旅（316週目・1257 - 1260日目、旅人：山口智充）を中止し差し替え[注 32]、火野の番組最後の旅となった鹿児島編を、同日19時の「1日目（1236日目）とうちゃこ版」を皮切りに、24日の再放送枠まで全ての放送回で再放送した[37][38]。また、BSではこの週「蔵出しスペシャル」[注 33]を放送していたが[37][38]、番組冒頭に火野追悼のテロップ画面[39]が追加された。
- 2024年12月30日にBSにて『こころ旅スペシャル』が3時間超にわたり特集編成され、前半（7時15分 - 9時40分）は「火野正平セレクション」として、足かけ14年・1240日にわたる火野の旅の中から「絶景」「出会い」「奇跡」「激走」「感動」の各テーマに分け、それぞれの中からベスト1となった名作・傑作計5本（各回29分）[注 34]を一挙アンコール放送。後半（9時40分 - 10時30分）は、上述の通り本当の最後の旅となった熊本県芦北町編（1240日目）を再放送した[40]。
- 秋の旅終了後[注 35]、ピンチランナーが担当した「2024秋の旅」のリピート放送は見送り、火野時代の集大成として、全1240日の旅の中から40日を厳選したアンコール特集を8週にわたって編成（BSP4K：2025年1月27日 - 3月28日、BS：2月3日 - 4月4日）。各回いずれも「とうちゃこ版」（クラシック）[注 36]に加えて、放送当時の朝版（15分）をセットにして放送（放送時間は通常放送と同様。ただし、BSでの最終週（3月31日 - 4月4日）は新年度編成開始に伴い、「とうちゃこ版」は12時30分 - 12時59分[注 37]での放送）した[41][注 38]。
  - 各放送回とも番組冒頭の画面右上に「セレクション」の下線付き白文字テロップを、本編最初の画面右下にオリジナル版の放送日時をそれぞれ付記。また、朝版の番組最後のとうちゃこ版の予告のテロップ表示部分では可変版（赤丸に白文字の「とうちゃこ」のロゴ部分を「クラシック」に改めた物）[注 39]が上貼り表示された[注 40]。
  - 第1週の最初の3日間（BSP4K：1月27日 - 29日、BS：2月3日 - 5日）は2011年の旅[注 41]を放送したため、朝版は当時の放送時間に準拠して10分間の放送となった（BSP4Kの再放送は11時45分 - 11時55分の枠で放送。BSP4K（本放送・再放送）・BSともに5分間をミニ番組で穴埋めした[注 42]）。
- BS8Kでは2025年3月1日 - 16日の10時 - 10時30分の枠にて、「蔵出しスペシャル」を8Kリマスター版にて特集放送。今回は「2023春の旅」〜「2024秋の旅」から厳選して放送した。
- 火野時代の締めくくり並びに、田中のシリーズの開幕を記念して、3月29日に「2025春の旅 直前スペシャル 正平さんの1244日 そして新たな旅へ」[注 43]と題した特番をBS・BSP4Kにて放送（BS：9時30分 - 10時30分、BSP4K：18時 - 19時。再放送：BS 4月5日 13時 - 14時、BSP4K 3月30日 8時30分 - 9時30分）した。同特番では火野の旅の軌跡を振り返ったほか、「2025春の旅」の直前情報も紹介。同日は田中をはじめとしてイッセー尾形、渡辺謙も出演し、秋の旅の裏話などを語った[42]。

その他のエピソード

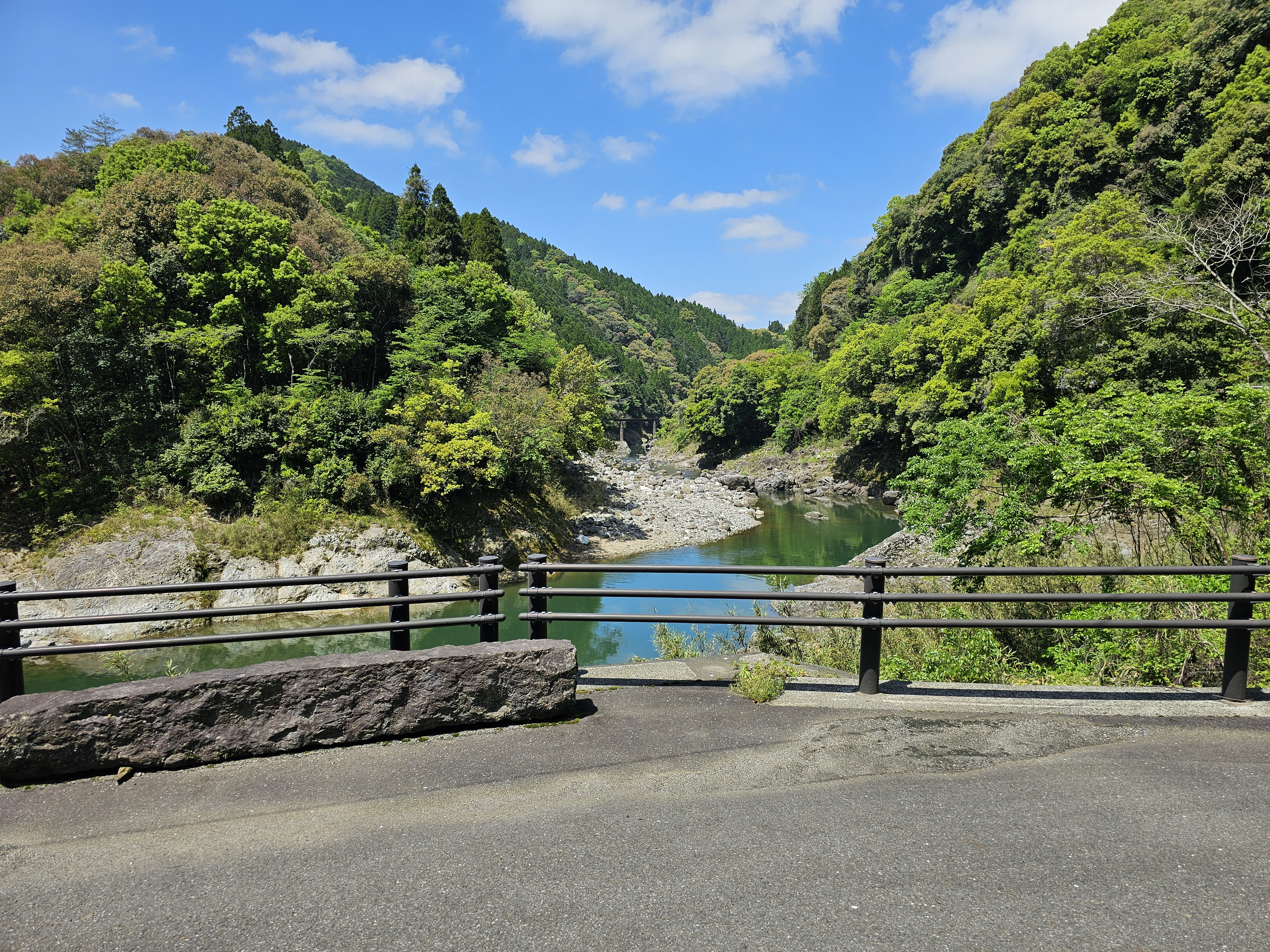
1280日目（2024秋の旅・最終日）の風景『緑川の猿飛石と鉄橋の眺め』（熊本県甲佐町）

- 火野の訃報が伝えられた翌日（2024年11月21日）の総合テレビ『あさイチ』（駒村も出演）のエンディングにおいて火野への追悼のメールが紹介され、駒村が火野の思い出を語るとともに感謝のコメントを寄せた[43]。
- 火野没後初の収録となった福岡県編（318週目・1265 - 1268日目）で旅人を務めた渡辺は火野とも共演歴があり[注 44]、敬愛していた火野への感謝と哀悼の意をこめて、火野が愛用していた帽子を着用し、最後の旅まで使用していたヘルメットを借り、出発前にスタッフから受け取ったお守り（火野の似顔絵のアクリルキーホルダー）をポケットに忍ばせ旅に臨んだ。また、初日（1265日目）冒頭のあいさつにて火野の死を悼み、生前の火野から電話で助言があったことを明かした（渡辺の起用は火野存命中に既に決定していた）[29][30]。
- 秋の旅の最終日（1280日目、熊本県甲佐町、旅人：坂上忍）のスタート地点は、番組初年度の「2011秋の旅」で火野が訪れた美里町にある二俣橋であった[注 45]（この日は最後に緑川を訪れた）。また、同日のとうちゃこ版のエンド画面に「14年間 ありがとうございました」と表示して2024年度の予定の全放送を終了し、14年続いた火野のシリーズも幕を下ろした。

#### その他（2024年）
北九州放送局では2025年2月14日・28日の2回、福岡県の旅（旅人：渡辺）のアンコール特集を編成（19時30分 - 19時57分）。14日は香春町（1265日目）、28日は田川市（1266日目）の旅をそれぞれ放送した。

### 2025年
春編：2025年3月 - 6月（BSプレミアム4K：3月31日 - 6月13日、BS：4月7日 - 6月20日） コース：宮崎 - 大分 - 山口 - 広島 - 岡山 - 兵庫 - 福島 - 宮城 - 岩手
秋編：2025年10月 - 12月（BSプレミアム4K：10月6日 - 12月19日、BS：10月13日 - 12月26日、予定）コース：青森 - 秋田 - 山形 - 群馬 - 栃木 - 埼玉 - 滋賀 - 奈良 - 和歌山
火野時代のフォーマットを継承しつつ、初の本格的なリニューアルとなった。2代目旅人に田中が就任して最初の旅となった春編は、宮崎から兵庫までたどり、その後に東北3県を回るコースとなった（「NHK東日本大震災プロジェクト」の一環として放送）。
下記の表の通り、今年度から「とうちゃこ」が「ゴール!」に改題・リニューアルされ、放送が月 - 木となった他、BSの再放送が1年ぶりに復活（土曜未明（金曜深夜）枠で4回分を一挙放送）。また、金曜の朝版は「おかわり」に改題、2011年パイロット版と同じ放送形態になった。なお、これに伴う形で、金曜の30分枠及び「クラシック」は廃止となったが、休止週の「蔵出しスペシャル」はこれまで通り放送する。
本年度から使用される自転車が新車（上述の特番にて田中が試乗している）となり、火野時代の「チャリオ」が正式に引退し「チャリ丸」も短期間で姿を消した。
また、タイトルバック及び使用楽曲の一部が変更、「ゴール!」「おかわり」では田中の似顔絵キャラクター風のイラストを入れたものとなった（田中による「ゴール!」「おかわり」のコールも入る）。また「おかわり」のロゴマークは赤色で枠内に丼を3段積み上げ、その下に「おかわり」の文字が入る。
さらに、本年度から本番組も文字多重放送（字幕放送）を開始した。字幕放送では、田中、火野（蔵出しスペシャル・プレイバックのみ）の発言は黄色、それ以外は白で表示される。
休止期間中は「こころ旅 プレイバック2011」（BSプレミアム4K：7月14日 - 9月25日、BS：7月21日 - 10月2日）として2011年のパイロット版と春の旅が再放送されている。パイロット版の「金曜朝版」及びレギュラー放送の「月曜朝版」は省略されている。2025年7月30日に発生したカムチャツカ半島付近の地震による津波警報により、BSでは「3日目：京都府綾部市」の夜版が放送休止となり（8月1日深夜の再放送は実施）、NHKオンデマンドでこの回のみ配信が延期された。

#### 放送時間（2025年度）
|         | BSプレミアム4K                                      | BS                                                                            | 休止週の対応                 | 備考                           |
| ------- | --------------------------------------------------- | ----------------------------------------------------------------------------- | ---------------------------- | ------------------------------ |
| 朝版    | 月 - 金 7:45 - 7:59 （再放送 11:45 - 11:59）        | 月 - 金 7:45 - 7:59 （BSP4Kより1週遅れ。再放送なし）                          | 別番組に差し替え。           | 金曜日は「おかわり」を放送。   |
| ゴール! | 月 - 木 19:00 - 19:29 （再放送 土・日 7:30 - 8:28） | 月 - 木 12:30 - 12:59 （BSP4Kより1週遅れ。再放送 土 0:25 - 2:21（金曜深夜）） | 「蔵出しスペシャル」を放送。 | 金曜枠・「クラシック」を廃止。 |

BSでスポーツ中継（MLBなど）の放送時に試合が継続している場合、102chで延長放送対応し、本番組は101chのみで放送する。
また「ゴール!」の放送時間中、田中が同時間帯の地上波番組に番宣等でゲスト出演した場合、地上波・BS両方において出演の重複が発生する（ただし、これに伴う大きな影響等はない）。
- 実際、2025年4月14日のBSでの放送時間（同日は「1285日目・大分県津久見市」を放送）に田中が『ヒルナンデス!』（日本テレビ系列28局[注 55]）のロケ企画に出演し、12時30分 - 12時59分の間に地上波・BSが被る形となった。

#### その他（2025年）
BSにて6月1日、春の旅から4本をセレクション放送した（9時30分 - 11時29分。1281日目・宮崎県三股町、1291日目・山口県周防大島町、1295日目・広島県呉市、1303日目・兵庫県三木市）。
宮崎局では、5月24日の特集編成『てげビビ!っと彩発見〜西部〜』（10時5分 - 11時54分）の第1部として、宮崎県の旅・2日目（1282日目・都城市）の「ゴール!」を放送した。

## その他

### 新型コロナウイルス感染症による影響

#### 2020年のコロナ対策と企画対応
2020年は新型コロナウイルス感染症（COVID-19）が流行したことにより、本番組も春編の放送前からさまざまな影響を受ける形となり、撮影・放送日程が変更された他、撮影も例年と異なり、感染症対策をとる形で行われた。
- 春編は当初3月30日 - 7月17日の日程で放送する予定だったが、コロナの感染拡大に伴う緊急事態宣言が4月7日に発出されたのを受け[注 56]、4月17日の静岡県の回（927日目）までは予定通り放送したものの、それ以降のロケ並びに放送を一時中断することが、同日、番組公式サイト並びに、本番組各回終了後のお知らせ（1分間）にて発表された[注 57]。なお、ロケ休止中も「こころの風景」の募集を引き続き実施した[48]。
- 春編のロケ中断に伴い、4月20日 - 7月10日は、『こころ旅 プレイバック』と題して、朝版、とうちゃこ版とも過去放送回のアンコール放送を行った。
  - BSプレミアムでは2014年・春編、BS4Kでは2019年・春編をそれぞれ初回から放送した（4K画質では初放送となった）[注 58]。
  - このアンコール編成に伴い、当初の期間中、放送休止する予定だった週[注 59]も毎週放送された。
- 番組公式サイトで毎回実施している「安全祈願クイズマラソン」について、春編では実施を取り止めた。
- 6月29日の番組において、ロケ再開の準備をしていることを公表。当面は輪行やヒッチハイクをしないことや、スタッフが感染対策をし、一般人にも距離をとるよう求めることを発表。それらの対策を講じた上で、7月13日より神奈川県の回から放送が再開された（7月6日の番組内で発表）[注 60]。
  - これに伴い、7月20日以降も放送予定を延長。なお、長期にわたるロケ休止によって生じた放送日程への影響から巡回ルートを縮小し、7月31日放送の茨城県の回をもって春編を打ち切りとした。春編で訪れる予定だった残りの5道県（福島県、宮城県、岩手県、青森県、北海道）は、9月21日からの「秋の旅」へ持ち越し、春編とは逆の順番でスタートすることが、7月31日の「とうちゃこ版」放送終了後の「お知らせ」で明らかとなった。
  - 春編の残り5道県が持ち越されたことにより、秋編は、西日本を中心に回る構想から大幅に変更、前述の5道県を南下してその後に四国4県、つまり北海道・東北・四国9道県を回る変則的なルートとなった。
- BSプレミアムの土曜日の再放送について、7月4日 - 9月12日の期間に限り『連続テレビ小説 エール』の再放送（通常は9時45分 - 11時）が1回分追加され11時15分までとなり[注 61]、8月までの編成に変更が生じ、11時15分 - 11時30分に月曜朝版の再放送が追加され[注 62]、とうちゃこ版[注 63]の火曜日分は11時30分 - 11時59分に30分繰り下げ、同じく水曜日分は2時間遅れの13時30分 - 13時59分に移動して放送していた。
- 再開後の本編では、火野は手紙を読むときのみマスクを外すことや、バスでの移動が予定された区間はタクシーを利用すること、急坂や高い橋で軽トラックに乗せてもらうのは禁止。昼食は当面、食堂を利用せず弁当を買って屋外で食べる（屋外に飲食スペースがある店を除く）こととなっている。秋編からは、感染対策をした屋内の飲食店での食事を再開（原則として店を事前に予約）。一般人との記念撮影なども行われるようになっている。店や沿道などで火野が人と接触した際は、スタッフが消毒を行った上で、「このあとスタッフが消毒しました」という旨の字幕スーパーが表示されている。「2023春の旅」の京都府から予約していない飲食店に入れるようになった。

#### 2021年のコロナ対策と企画対応
2021年もコロナ感染拡大の影響が大きくなり、やはりロケや放送日程に甚大な影響が出る形となった。
- 春編は当初、長崎を含む11道県を巡るルートで、3月29日から放送開始する予定だったが、コロナ感染拡大に伴う緊急事態宣言の発出[注 64]ならびにその延長[注 65]によって延期され、2週遅れる形でのスタートとなった。このため、熊本県がルートから除外された[注 66]。
- 春編の放送日程変更に伴い、3月29日 - 4月9日はBSプレミアム・BS4Kともに『こころ旅 プレイバック』と題して、朝版・とうちゃこ版とも、「2020春の旅」の最初の2週をアンコール放送した。
- 秋編では当初春に訪れる予定だった熊本県が追加され、12府県を巡るルートとなったが、緊急事態宣言（7月8日発出）の期間が延長されたことにより、滋賀県（9月27日 - 10月1日週予定）および京都府（10月4日 - 8日週予定）がルートから除外された。この2府県を外したことでルートは10県となり、もとから予定されていた放送休止週を含め3週間の中断後、鳥取県（10月18日 - 22日）から旅を再開した。
- 秋編のロケ中断に伴い、9月27日 - 10月8日はBSプレミアム・BS4Kともに『こころ旅 プレイバック』と題して、朝版、とうちゃこ版とも、春編をアンコール放送した。

### 特別編

#### ディレクターズ・カット-東日本大震災の町を走る-
BSプレミアムで2021年2月6日 - 3月7日の1カ月間、土・日曜11時 - 11時44分に『にっぽん縦断 こころ旅 ディレクターズ・カット-東日本大震災の町を走る-』と題して、これまでの放送で東北地方太平洋沖地震（東日本大震災）の被災地を旅した回のうち10回をディレクターズ・カット版で放送した。
- 2月6日 - 100日目・茨城県北茨城市（2012年春）
- 2月7日 - 101日目・福島県いわき市（2012年春）
- 2月13日 - 108日目・福島県相馬市（2012年春）
- 2月14日 - 782日目・福島県いわき市（2018年秋）
- 2月20日 - 113日目・宮城県気仙沼市（2012年春）
- 2月21日 - 265日目・宮城県気仙沼市（2013年秋）
- 2月27日 - 266日目・宮城県南三陸町（2013年秋）
- 2月28日 - 776日目・宮城県気仙沼市（2018年秋）
- 3月6日 - 262日目・岩手県陸前高田市（2013年秋）
- 3月7日 - 773日目・岩手県山田町（2018年秋）

#### 1000日超え感謝企画・あなたが選ぶ!こころ旅
番組放送日数1000日突破を記念して、BSプレミアムで2022年3月10日 - 3月25日（火 - 金）の10日間にわたり、感謝特別企画として『あなたが選ぶ!こころ旅』と題し、番組初年度の2011年から2020年まで10年分の旅の中から、視聴者からリクエストアンケートを募集・集計しランキングを決定、リクエストの多かった上位5本を放送した。
- 朝枠（7時45分 - 8時）では5位 - 2位まで（2位発表前に6位以下からも一部）を紹介した。
- 夜版（19時 - 19時30分）にて最も支持の高かった1位の日の「とうちゃこ版」を全編アンコール放送。副音声では火野と「カントク」（担当ディレクター）によるエピソードトークで、当時の旅の撮影秘話を振り返った。
- 3月27日（日曜日）の再放送（2019年編・2020年編）は同日が特別番組『世界らん展2022〜花と緑の祭典〜』放送のため、4時間繰り下げて15時 - 16時の枠にて放送された。

#### "こころの風景"は、いま
2024年7月中旬に、特別編として『"こころの風景"は、いま』を放送（BSプレミアム4K：7月15日 - 7月19日、19時 - 19時30分。BS：7月22日 - 7月26日、17時 - 17時30分）。番組では、かつての旅の模様とともにその場所の現在の状況をスタッフが取材し、火野がそのVTRを見てコメント。紹介されたのは（放送日順に）福島県相馬市、北海道夕張市、青森県、山口県&徳島県、沖縄県。なお、火野の出演部分は本来、春の旅を放送しているはずだった初夏に収録されたため、これが、火野が元気な姿を見せた最後の番組となった。

## 使用楽曲
番組テーマ曲
- 井上陽水「世界はミステリー」 - パイロット版
- 池田綾子「こころたび」（作詞：池田綾子、作曲：平井真美子、編曲：長谷川久美子） - レギュラー放送

挿入歌
- 火野正平「このみちをゆく」（作詞：火野正平、作曲・編曲：谷康一）

## スタッフ
- プロデューサー - 北村卓三

## 関連商品

### CD
※ 発売元：SHOCHIKU RECORDS、販売元：ソニー・ミュージックソリューションズ
NHK-BS「にっぽん縦断こころ旅」オリジナルサウンドトラック
作曲：平井真美子
発売日：2011年9月21日、規格品番：SOST-3002
NHK-BS「にっぽん縦断こころ旅2014」オリジナルサウンドトラック
作曲：平井真美子
発売日：2014年6月25日、規格品番：SOST-3015
にっぽん縦断こころ旅 ソングコレクション
歌：池田綾子、火野正平
発売日：2014年10月22日、規格品番：SOST-3018
NHK-BS「にっぽん縦断こころ旅2017」オリジナルサウンドトラック
作曲：平井真美子
歌：池田綾子、火野正平
発売日：2017年5月24日、規格品番：SOST-3026

### DVD
※発売元：NHKエンタープライズ、 販売元：ポニーキャニオン
- にっぽん縦断 こころ旅 2011春の旅 セレクション 全2枚セット

発売日：2013年1月16日、規格品番：PCBE-54101
DISC1 【京都府/福井県/石川県/富山県/新潟県】（収録時間：約230分）
DISC2 【山形県/秋田県/青森県/北海道】（収録時間：約173分）
【特典映像】火野正平の「こころ旅」を10倍楽しむ!
- にっぽん縦断 こころ旅 2011秋の旅 セレクション 全2枚セット

発売日:2013年1月16日、規格品番：PCBE-541
DISC1 【兵庫県/鳥取県/島根県/山口県/福岡県】（収録時間：約234分）
DISC2 【佐賀県/長崎県/熊本県/鹿児島県】（収録時間：約208分）
【特典映像】2011年2月15 - 18日 長崎の旅10分版
- にっぽん縦断 こころ旅 2012春の旅 セレクション 全3枚セット

発売日：2013年8月21日、規格品番：PCBE-63447
DISC1 【千葉県/埼玉県/群馬県/栃木県/茨城県】（収録時間：約225分）
DISC2 【福島県/宮城県/岩手県】（収録時間：約225分）
DISC3 【青森県/北海道】（収録時間：本編約176分+特典59分）
【特典映像】にっぽん縦断 こころ旅2012 お引っ越しスペシャル
- にっぽん縦断 こころ旅 2012秋の旅 セレクション 全3枚セット

発売日：2014年1月15日、規格品番：PCBE-63464
DISC1 【和歌山県/徳島県/高知県/愛媛県/香川県】（収録時間：約222分）
DISC2 【岡山県/広島県/山口県/大分県】（収録時間：約222分）
DISC3 【宮崎県/鹿児島県/沖縄県】（収録時間：本編約178分+特典58分）
【特典映像】にっぽん縦断 こころ旅 2012 秋の旅直前!すべりこみスペシャル
- にっぽん縦断 こころ旅 2013春の旅 セレクション 全3枚セット

発売日：2014年8月29日、規格品番：PCBE-63494
DISC1 【鹿児島県/熊本県/福岡県/兵庫県/大阪府】（収録時間：約225分）
DISC2 【京都府/奈良県/三重県/滋賀県/岐阜県】（収録時間：約225分）
DISC3 【岐阜県/長野県/山梨県】（収録時間：本編約176分+特典）
【特典映像】にっぽん縦断 こころ旅 2013春の旅 出発直前スペシャル/山梨の本編の火野とディレクターによる音声解説
- にっぽん縦断 こころ旅 2013秋の旅 セレクション 全3枚セット

発売日：2015年1月21日、規格品番：PCBE-63495
DISC1 【北海道/青森県/秋田県/岩手県/宮城県】（収録時間：約200分）
DISC2 【山形県/福島県/茨城県/千葉県/東京都】（収録時間：約200分）
DISC3 【神奈川県/静岡県/愛知県】（収録時間：約200分）
【特典映像】にっぽん縦断 こころ旅 2013秋の旅 直前スペシャル/静岡の本編の火野とディレクターによる音声解説
いずれも各道府県の中で1日だけを選んで収録し、残りの日は3分程度のダイジェストになっている。

### 書籍
- 『NHKにっぽん縦断こころ旅 -火野正平と行く、自転車でめぐる日本の風景-』ISBN 978-4-7966-9736-1

著者：NHK制作班
発売日：2012年3月24日
出版社：宝島社
- 『人生下り坂最高!』ISBN 978-4-5911-4519-7

著者：火野正平+NHKチームこころ旅
発売日：2015年10月27日
出版社：ポプラ社
- 『こころ旅フォトブック 火野正平が出会った人と風景と』[50]ISBN 978-4-537-21432-1

著者：火野正平（言葉）+NHKチームこころ旅（画）
発売日：2016年10月29日
出版社：日本文芸社